# 四大家鱼

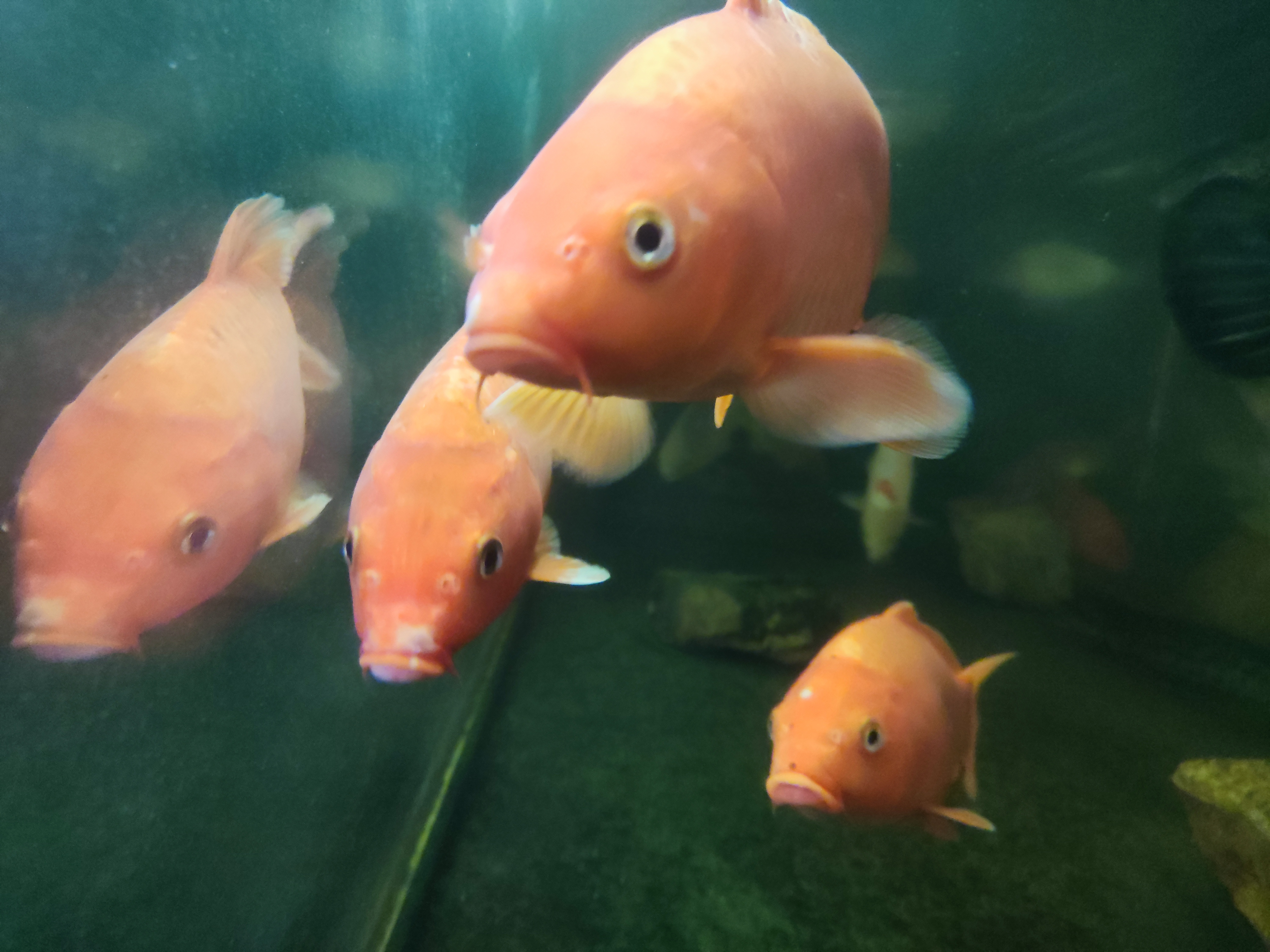
一饭店中饲养的家鱼

淡水养殖的四大家鱼是指最为中国人所熟悉的四种食用鱼类。分别是青鱼、草鱼、鲢鱼、鳙鱼，它们都是属于輻鰭魚綱鯉形目鲤科。
经过一千多年的人工选择成为优良的淡水水产品种。在中国的淡水养殖品种结构中，四大家鱼一直占据主要位置。 四大家鱼的产量约占中国鱼类养殖总产量的48%。 长江产区最高时鱼苗产量达300多亿尾。四大家鱼广泛分布在中国各大水系，养殖品系和天然野生種都大量保有。四大家鱼的经流量、鱼苗产量一直是官方淡水渔业资源统计中的重要指标。四大家鱼的人工繁殖于1950年代后期在中国大陆获得成功，极大促进了中国水产养殖业的发展。

## 产生
唐代以前，鲤鱼是最为广泛养殖的淡水鱼类。但是因为唐皇室姓李（如李世民），所以鲤鱼的养殖，捕捞，销售均被禁止。 渔业者只得从事其他鱼种天然鱼苗的捕获、养殖，这就使得青、草、鲢、鳙“四大家鱼”逐渐流行。
四大家鱼原是北暖温带、季候风气候、大平原区、大河湖水体的鱼类，天然分布区主要为中国东部平原较长的江河水体。因为四大家鱼是流水产卵，卵在漂流中孵化，其自然分布区集中在产卵场下方，必需有长流程才能供孵出的幼鱼被冲入海前逃离生存。因而中国东部流程较短的瓯江、灵江以及众多沿海山溪均无这四种鱼的自然分布。
在北宋时四大家鱼继续发展到更广泛的区域养殖，在长江、珠江的养殖逐渐兴盛起来。根据南宋末年周密在《癸辛雜識》中的记载，当时四大家鱼鱼苗的捕获，运输，筛选，贩卖已经达到专业化程度。 而且，宋代产生了四大家鱼混养技术，而且迅速普及。混养技术不仅充分利用了养殖资源，而且丰富了鱼户的产品结构，降低了生产的风险。

## 主要特点
四大家鱼都属于鲤形目鲤科，但是四大家鱼都只是包含在美国人统称为“亚洲鲤鱼”族群內，“亚洲鲤鱼”還有包含四大家魚之外的其他部分鲤形目鲤科的物種。
由于这四类鱼生长迅速，抗病力强的共同特点，适于作为大众食用鱼。而且四大家鱼的生长拐点年龄均比其性成熟年龄大2—3龄，性成熟后仍会继续生长。

## 生態入侵
目前亞洲鯉魚（包含中国四大家鱼）已經入侵美國几大淡水湖及世界上很多国家、地区。